# FortiGate
FortiGate(フォーティゲート）は、米Fortinet社の開発した統合脅威管理 (UTM) アプライアンスで、同分野では世界一のシェアを有する。
ファイアウォール、VPN、アンチウイルス、侵入防止システム、コンテンツフィルタリング、電子メールフィルタリング（アンチスパム）などの機能をゲートウェイ1台で処理する。またP2Pソフトの通信を止めたり、インスタントメッセージ対策機能を持つ。製品自体はライセンス契約となるが、運用するためのASICベースクライアントのライセンスは無制限である。
適切な設置を初めに行えば、あとは無管理でもある程度のセキュリティ効果があるが、管理者を置いて周辺製品と連携させることできめ細やかな対策を行うことも可能である。またSOHO向けから大手企業・プロバイダ向けの大型製品まで幅広いラインナップを有する。2016年に深刻な脆弱性が見つかっており、いまだに注意喚起がなされている。